# بروطيا بهية
بروطيا بهية (الاسم العلمي: Protea magnifica) هو نوع من النباتات يتبع جنس البروطيا من الفصيلة البروطية.